# Richard Meier
Richard Alan Meier (Newark, New Jersey, 12. listopada 1934.) je međunarodno priznati američki moderni arhitekt židovskog podrijetla koji je poznat po svestranoj uporabi bijele boje. God. 1984. osvojio je prestižnu Pritzkerovu nagradu, koja se smatra za nobelovu nagradu arhitekture.

## Životopis
Meier je rođen u obitelji Židova u Newarku, New Jersey. Diplomirao je arhitekturu na Sveučilištu Cornell 1957. god., nakon čega je nakratko radio za tvrtku Skidmore, Owings & Merrill 1959., a potom za Marcela Breuera sljedeće tri godine, prije početka vlastite prakse u Essex Fellsu, New Jersey 1963. god.  Prepoznat je kao jedan od znamenitih arhitekata poznatih kao „njujorška petorica” 1972. god. Nakon čega mu je povjereno projektiranje Getty centra u Los Angelesu, Kalifornija; što ga je katapultiralo među vodeće arhitekte SAD-a. Njegova tvrtka Richard Meier & Partners ima urede u New Yorku i Los Angelesu s aktualnim projektima u rasponu od Kine i Tel Aviva, do Pariza i Hamburga.
Godine 1984., Meier je dobio Pritzkerovu nagradu, nagrađen je zlatnom medaljom AIA 1997., a 2008. god. dobio je i zlatnu medalju za arhitekturu Akademije umjetnosti i književnosti. Meier je i viši savjetnik Vijeća za dizajn (Design Futures Council).

## Djela
Velik dio Meierova rada se temelji na radu arhitekata od početka do sredine 20. stoljeća, naročito Le Corbusiera, Franka Lloyda Wrighta i Alvara Aalta, ali i prema djelima slavnih arhitekata iz povijesti poput Bramantea, Berninija i Borrominija.
Tako je njegov Atheneum, muzej grada New Harmony (Indiana), dizajniran tako da posjetitelji moraju proći određeni put kroz zgradu, vodeći se u sam New Harmony. U trostrukoj zgradi je rampa obložena rešetkama koja pruža pogled na grad i okolicu.
Naime, njegove zgrade, a osobito privatne vile, su jasnih geometrijskih formi s velikim unutrašnjim prostorijama i čiste bijele boje pročelja. Tako su npr. sve ostale zgrade Getty centra prilagođene okerastoj boji krajolika, osim Meirove zgrade koja se tako ističe snažnim kontrastom.

### Kronološki popis poznatijih djela
- Kuća Douglas, Harbor Springs, Michigan, SAD (1973.)
- Atheneum, New Harmony, Indiana, SAD (1979.)
- High Museum of Art, Atlanta, Georgia, SAD (1983.)
- Muzej primijenjenih umjetnosti u Frankfurtu, Njemačka (1985.)
- Gradska vijećnica u Den Haagu, Nizozemska (1986. – 95.)
- Gradska vijećnica u Ulmu, Njemačka (1991. – 93.)
- Muzej moderne umjetnosti u Barceloni, Španjolska (1995.)
- Getty centar, New York, SAD (1997.)
- Medicinski centar Camden, Singapur (1998.)
- Stambene zgrade 173 and 176 Perry Street, Manhattan, New York, SAD (1999. – 2002.)
- Sudnica Sandra Day O'Connor, Phoenix, Arizona (2000.)
- Tržni centar Peek & Cloppenburg, Düsseldorf, Njemačka ( 2001.)
- Crkva Boga Oca milosrdnoga (Jubilarna crkva), Rim, Italija (2003.)
- Muzej Frieder Burda, Baden-Baden, Njemačka (2004.)
- Gradska vijećnica San Josea, Kalifornija, SAD (2002. – 05.)
- Muzej Ara Pacis, Rim, Italija (2006.)
- On Prospect Park, Brooklyn, New York, SAD (2003. – 08.)
- City Tower u Pragu, Češka (2005. – 08.)
- Arp muzej, na putu Remagen-Rolandseck, Bonn, Njemačka (2007.)
- Međunarodni trg kave, Hamburg, Njemačka (2009. – 10.)

- High Museum of Art, Atlanta (1983.)
- Muzej primijenjenih umjetnosti u Frankfurtu (1985.)
- Gradska vijećnica u Ulmu (1993.)
- Muzej moderne umjetnosti u Barceloni (1995.)
- Sudnica Sandra Day O'Connor u Phoenixu (2000.)

## Vanjske poveznice
- Richard Meier  Arhivirana inačica izvorne stranice od 11. veljače 2010. (Wayback Machine), službene stranice (engl.)
- Richard Meier video na Web of Stories (engl.)